# Gulden Delle
Gulden Delle is een Belgisch bier. Het wordt gebrouwen door Brouwerij De Vlier te Holsbeek.
Gulden Delle is een blond aperitiefbier met een alcoholpercentage van 8%. Het wordt gemaakt met vlierbloesemsiroop. De hoofdgisting gebeurt met lage gist en melkzuurbacterie, gevolgd door nagisting met champagnegist en hergisting in de fles. Het bier wordt gebrouwen sinds 2010.
Het bier wordt vermeld bij de Vlaams-Brabantse streekproducten.